# Agapostemon cyaneus
Agapostemon cyaneus är en biart som beskrevs av Roberts 1972. Agapostemon cyaneus ingår i släktet Agapostemon och familjen vägbin. Inga underarter finns listade i Catalogue of Life.